# Escut de Costur
L'escut de Costur és el símbol representatiu oficial de Costur, municipi del País Valencià, a la comarca de l'Alcalatén. Té el següent blasonament:
| « | Escut quadrilong de punta redona. D'argent, tres bandes d'atzur. En abisme un escut d'argent amb una alqueria de gules, aclarida de sable, terrassada del seu color, acostada d'un pi de sinople i acoblada d'una palmera del mateix color. Al timbre, corona reial oberta. | » |

## Història
L'escut va ser aprovat per Resolució de 4 de febrer de 2003, del conseller de Justícia i Administracions Públiques, publicada en el DOGV núm. 4.461, de 17 de març de 2003.
La imatge central, descriptiva de la petita localitat agrícola, ha estat l'escut utilitzat per l'Ajuntament des del començament del segle xx. S'hi afegiren les armes dels Urrea, família que va ostentar el senyoriu sobre el poble des que Jaume I va concedir la Tinença de l'Alcalatén a Ximén d'Urrea el 1233, fins al 1798, en què passà als ducs d'Híxar.

Segell de 1853 en l'AHN.

A l'Arxiu Històric Nacional es conserven dos segells en tinta de 1853 aproximadament, un de l'Ajuntament, on hi apareix la part central d'aquest escut; i l'altre de l'Alcaldia, amb les armories d'Espanya.